# Swiss Olympic Association

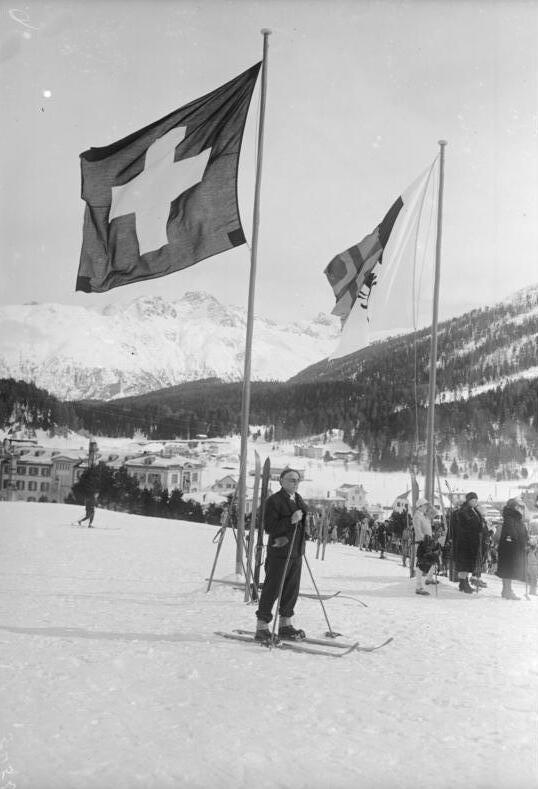
De Zwitserse vlag tijdens de Olympische Winterspelen in Sankt Moritz

De Swiss Olympic Association (dikwijls Swiss Olympic genoemd) is het Zwitserse Nationaal Olympisch Comité. Het huist in het Haus des Sports in Bern en is sinds 1912 lid van het Internationaal Olympisch Comité. De Swiss Olympic is de overkoepelende organisatie van 82 Zwitserse sportverenigingen en regelt alles wat met de Zwitserse inzendingen voor de Olympische Zomerspelen en Olympische Winterspelen te maken heeft. Tot op heden organiseerde het comité één editie van de Olympische Winterspelen, namelijk die van 1928 in Sankt Moritz.